# Рабочий посёлок Ближне-Песочное
Рабочий посёлок Бли́жне-Песо́чное — административно-территориальная единица в составе городского округа город Выкса Нижегородской области России. До 2011 года составлял городское поселение в рамках Выксунского района.
Административный центр — пгт Ближне-Песочное.

## Населённые пункты
Состоит из трёх населённых пунктов.
| № | Населённый пункт | Тип населённого пункта                  | Население |
| - | ---------------- | --------------------------------------- | --------- |
| 1 | Ближне-Песочное  | рабочий посёлок, административный центр | ↘2893     |
| 2 | Борковка         | село                                    | ↗1091     |
| 3 | Грязная          | деревня                                 | ↘803      |